# Nazionale maschile di pallavolo di El Salvador
La nazionale di pallavolo maschile di El Salvador è una squadra nordamericana composta dai migliori giocatori di pallavolo di El Salvador ed è posta sotto l'egida della Federazione pallavolistica di El Salvador.

## Risultati

### Competizioni zonali
| 1955 | non qualificata | -            |
| 1959 | non qualificata | -            |
| 1963 | non qualificata | -            |
| 1967 | non qualificata | -            |
| 1971 | non qualificata | -            |
| 1975 | 7º posto        | Convocazioni |
| 1979 | non qualificata | -            |
| 1983 | non qualificata | -            |
| 1987 | non qualificata | -            |
| 1991 | non qualificata | -            |
| 1995 | non qualificata | -            |
| 1999 | non qualificata | -            |
| 2003 | non qualificata | -            |
| 2007 | non qualificata | -            |
| 2011 | non qualificata | -            |
| 2015 | non qualificata | -            |
| 2019 | non qualificata | -            |
| 2023 | non qualificata | -            |

| 1930 | 3º posto        | Convocazioni |
| 1935 | ?               | -            |
| 1938 | ?               | -            |
| 1946 | ?               | -            |
| 1950 | ?               | -            |
| 1954 | ?               | -            |
| 1959 | ?               | -            |
| 1962 | ?               | -            |
| 1966 | ?               | -            |
| 1970 | ?               | -            |
| 1974 | ?               | -            |
| 1978 | ?               | -            |
| 1982 | ?               | -            |
| 1986 | ?               | -            |
| 1990 | non qualificata | -            |
| 1993 | ?               | -            |
| 1998 | ?               | -            |
| 2002 | 7º posto        | Convocazioni |
| 2006 | non qualificata | -            |
| 2010 | non qualificata | -            |
| 2014 | non qualificata | -            |
| 2018 | non qualificata | -            |
| 2023 | 6º posto        | Convocazioni |